# أحمد شفيق (عالم جنس)
أحمد شفيق هو طبيب وباحث مصري له عدد من الدراسات المتمركزة حول فسيولوجيا الجنس البشري وردود الفعل المصاحبة له.

## أعماله
كتب د.شفيق أكثر من 1000 مقال، كما أجري أول زراعة مثانة في عام 1967، ونشرت مقالته في جريدة علم المسالك البولية (the Journal of Urology) تحت عنوان شفيق I، كما نشرت مقالة أخرى في الجريدة البريطانية لعلم المسالك البولية (British Journal of Urology) تحت عنوان شفيق II.
في عام 2016 فاز د.شفيق بجائزة إبغ نوبل لدراساته حول تأثير الملابس المصنوعة من البوليستر، القطن، والصوف علي الأعضاء الجنسية للفئران.

## انتقادات
جلبت دراسات د.شفيق عدد من الانتقادات الرسمية من الحكومة المصرية، وفي عام 1963 تم القبض عليه وحبس لثلاثة أشهر، أثناء طويره لتقنية جديدة للتحويل البولي (Urinary diversion)، والتي نشرت لاحقا في جريدة علم المسالك البولية، وفي 1964 اعتقل مرة أخرى وحبس لمدة عام علي خلفية تطويره لمثانة اصطناعية، وأدي اجراءه لأول عملية زرع مثانة إلي تدابير تأديبية من قبل إدراة المستشفي.

## وفاته
توفي د.شفيق في 31 أكتوبر عام 2007، كنتيجة لأزمة قلبية.

## وصلات خارجية
- David Moye (23 سبتمبر 2016). "Did Mickey Mouse's Pants Wreck His Sex Life? We Have Science On This". The Huffington Post. مؤرشف من الأصل في 2016-10-15. اطلع عليه بتاريخ 2016-09-24.